# God Went Crazy
God Went Crazy è un singolo del cantautore statunitense Teddy Swims, pubblicato il 6 giugno 2025 come primo estratto dal terzo album in studio I've Tried Everything but Therapy (Complete Edition).

## Video musicale
Il video musicale, diretto da Alex Chaloff è stato pubblicato in concomitanza con l'uscita del singolo.

## Tracce
1. God Went Crazy – 3:03